# The Alphabeat
The Alphabeat ist ein House-Track des französischen DJs David Guetta. Er wurde am 23. März 2012 als sechste Single und dritte Promo-Single aus seinem Album Nothing but the Beat veröffentlicht.
The Alphabeat basiert hauptsächlich auf Synthesizerparts, am Anfang wird zusätzlich ein Klavierintro eingespielt. Produzenten waren Guetta, Giorgio Tuinfort und Black Raw.
Während in Belgien Platz 20 und in Frankreich Platz 44 erreicht wurde, reichte es in Österreich auf 57 und in Deutschland auf 85 in den Charts.

## Musikvideo
Das Video zu The Alphabeat wurde am 2. April 2012 veröffentlicht. Es zeigt Guetta als DJ, der zunächst mit einem Renault Twizy auf eine Party fährt. Bei der Party werden die Tanzbewegungen der Gäste in Energie umgewandelt, so können schließlich alle angeschlossenen Elektroautos vollgeladen werden.